# Museum im Spital
Das Museum im Spital ist ein Museum in der mittelhessischen Stadt Grünberg. Das 2007 gegründete ethnologische Museum ist im ehemaligen Augustinerkloster in Grünberg untergebracht. Der Fachwerkbau wurde im 15. Jahrhundert errichtet und zur Eröffnung um einen Glasvorbau ergänzt.

## Geschichte
Südlich der Altstadt von Grünberg entstand von 1261 bis 1290 ein Neubaugebiet, das zu Beginn des 14. Jahrhunderts mit einer Mauer umgeben wurde. Die Neustadt erhielt eine eigene Pfarrkirche, die erstmals im Jahr 1304 durch die Existenz eines Friedhofs bezeugt ist und dem heiligen Paulus geweiht war, die spätere Hospitalkirche. Eine Schwesternschaft von Klausnerinnen wurde 1377 erstmals erwähnt. Sie ging in die Augustinerinnen über, die Mitte des 15. Jahrhunderts östlich der Kirche ein Kloster errichteten, das mit der Kirche durch einen überdachten Gang verbunden war.
Als im Zuge der Reformation das Augustinerinnenkloster aufgehoben wurde, gründeten die Bürger vor 1535 ein neues Hospital, das bis 1952 als soziale Einrichtung der Stadt diente. Im Jahr 1952 wurde der „Heimatkundliche Arbeitskreis“ gegründet, der die Errichtung eines Heimatmuseums zum Ziel hatte. Bis in die 1960er Jahre beherbergte das ehemalige Spital die „Schlichtwohnungen“, diente anschließend als Stadtarchiv und blieb dann jahrelang ungenutzt. Eine Museumskommission wurde 1986 ins Leben gerufen und 1999 neu gebildet, um ein Konzept für ein Museum und seine Eröffnung vorzubereiten.  Dieser entwickelte einen „musealen Rundgang“ an historischen Stätten Grünbergs und gab Publikationen über die Geschichte der Stadt heraus. Von 2002 bis 2007 erfolgte ein Umbau des langgestreckten, zweischiffigen Fachwerkbaus, der einen gläsernen Vorbau erhielt. Am 20. Januar 2004 wurde der „Freundeskreis Museum Grünberg“ gegründet. Die Museumseröffnung erfolgte am 28. September 2007. Im Jahr 2008 wurde das Museum in den Museumsverbund „Museumslandschaft Oberhessen“ aufgenommen und erhielt 2010 den Museumspreis der Sparkassen-Kulturstiftung Hessen-Thüringen.

## Museum
Das Museum im Spital befasst sich mit der Geschichte der Stadt Grünberg von der Stadtgründung bis hin zu seiner bewegten Zeit als Standort mehrerer Klöster, insbesondere des Antoniterklosters Grünberg.
Im ersten Stock des Museums befindet sich eine große Sammlung zum Leben und Werk von Theodor Koch-Grünberg, einem deutschen Ethnologen und Völkerkundler aus Grünberg.
Die Sammlungen werden durch Sonderausstellungen, durch museumspädagogische Aktivitäten, Vorträge und eine Präsenzbibliothek ergänzt. 

### Ausstellungen
- Feste feiern in Grünberg, 20. Dezember 2013 bis 27. April 2014
- Licht ins Dunkel (historische Nutzung von Kienspan, Kerzen, Öl- und Talglichtern), 12. Dezember 2014 bis 22. März 2015
- Anni Malkomesius (1901–1992) – Ein Frauenleben in Gießen, 27. März 2015 bis 26. Juli 2015